# Hertford
Hertford (/'hɑtֽfəd/ sau /'hɑֽfəd/) este reședința comitatului Hertfordshire, în regiunea East, Anglia. Orașul aparține districtului East Hertfordshire, fiind împreună cu Bishop's Stortford reședință a acestuia.  Se află la 30 km nord de centrul Londrei. Conform recensământului din 2011 populația Hertfordului este de aproximativ 26.000 de persoane.

## Toponimie
Cea mai timpurie referință a orașului apare în Ecclesiastical History of the English People (Istoria bisericească a poporului englez), lucrare scrisă de Bede în 731 AD, care se referă la "Herutford". "Herut" în limba engleză veche are sensul de  "hart" (căprior), adică cerb matur; de aici reiese că "Herutford" este un ford (vad) unde se găsesc cerbi. În cartea Domesday Book din 1086 numele orașului este ortografiat ca "Hertforde".

## Orașe înfrățite
- Évron, Franța[6][7]
- Wildeshausen, Germania[6]
- Hartford, Connecticut, Statele Unite